# William Kemlein

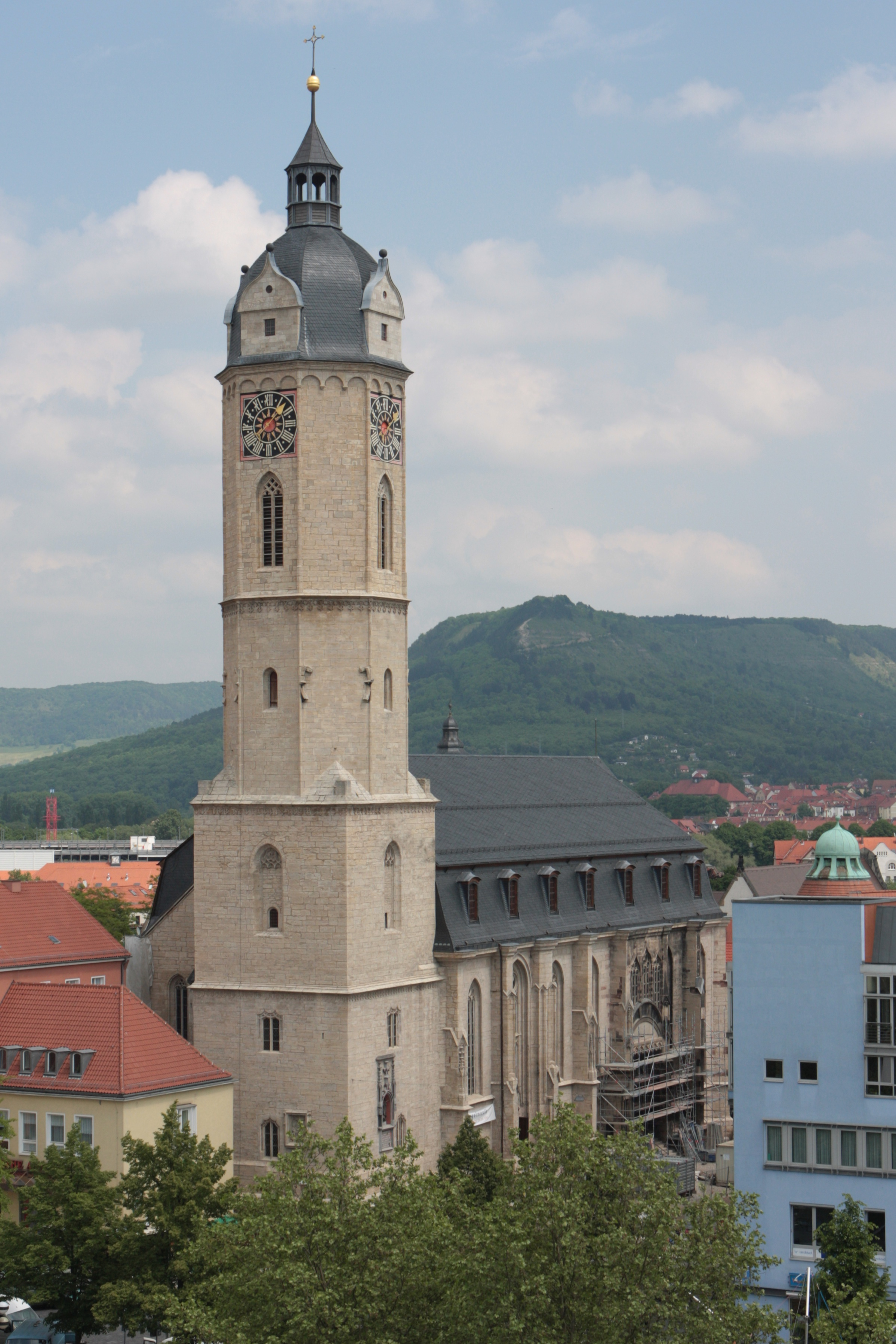
Blick vom Eichplatz auf die Stadtkirche St. Michael in Jena, in der William Kemlein getauft wurde

William Kemlein (geboren 31. März 1818 in Jena als Wilhelm Kemlein; gestorben 11. Januar 1900 in Weimar) war ein deutscher Maler und Restaurator.

## Leben
Kemlein war Sohn des Jenaer Stadtkantors Georg Michael Kemlein. Er erlernte die Kunst der Gemälderestaurierung bei Johann August Renner in Dresden, der wiederum Schüler von Pietro Palmaroli war. Hinsichtlich der Malerei war er Schüler von Heinrich Gotthold Arnold in Dresden und von Friedrich Preller in Weimar. Er war zu einem Studienaufenthalt in Holland und studierte dabei besonders die Werke von Peter Paul Rubens und Anthonis van Dyck. Nach seiner Rückkehr nach Dresden folgte er einer Aufforderung eines englischen Mäzens und ging für über fünf Jahre nach England, wo er auch Privatpersonen, insbesondere vornehme Persönlichkeiten malte. Er wirkte in Weimar als Porträtmaler, war aber als Gemälderestaurator bedeutender gewesen. Auch hatte er fotografiert, jedoch eher selten. So hatte er für Privatpersonen, Kirchen und für den Weimarer Hof gearbeitet. Im Jahre 1865 wurde er, von Friedrich Preller empfohlen, von Großherzog Carl Alexander nach Weimar berufen. Kemlein hatte auch Fotografien von Friedrich Preller herausgegeben. Kemlein wirkte auch als Zeichenlehrer an der freien Zeichenschule in Weimar.
Kemlein erhielt zahlreiche Aufträge zur Wiederherstellung von Bildwerken von Galerien und Privatleuten. Er restaurierte unter anderem eine sehr alte Kopie von Raffaels Madonna mit dem Schleier (Stockholm), Gerhard Dows Gemälde die Spinnerin (Gothaer Gemäldesammlung) sowie mehrere Gemälde Cranachs und ein mittelalterliches Altarbild in der Klosterkirche in Gotha. 1895 wurde er zum Professor ernannt. In den letzten Lebensjahren litt er an einem Augenleiden, daher bildete er seine Tochter Karoline Kemlein in diesen Fertigkeiten aus, sodass diese nach seinem Tod seine Nachfolgerin wurde.
Sein Sohn war der Baurat Georg Paul Kemlein.

## Varia
Im Universitätsarchiv Jena im Bestand E Abt. II befand sich eine Akte William Kemlein unter dem Titel: Acta des Malers William Kemlein aus Jena, Denunciantens, entgegen den 1842 Studenten jur. Rudolph von Gohren daselbst aus Hildburghausen, Denunciaten, pto. injuriarum real. Die Akte fehlt aber.